# Nor Carangas
Nor Carangas é uma província da Bolívia localizada no departamento de Oruro, sua capital é a cidade de Huayllamarca.